# Eudaemonia
Eudaemonia é um gênero de mariposas, ou traças, da África subsariana pertencentes à família Saturniidae e subfamília Saturniinae, contendo espécies de hábitos noturnos. Foi classificado por Jacob Hübner, em 1819, na página 151 da obra Verzeichniss bekannter Schmettlinge; a sua espécie-tipo, Eudaemonia argus, classificada em 1781 por Johan Christian Fabricius com o nome Bombyx argus, na obra Species Insectorum Exhibentes Eorum Differentia Specifica, Synonyma Auctorum, Loca Natalia, Metamorphosin Adiectis, Observationibus, Descriptionibus, tomo II. São caracterizadas principalmente por uma longa cauda na metade final de cada asa posterior e que auxiliam o inseto a escapar de predação. Espécies do gênero americano neotropical Copiopteryx, como Copiopteryx semiramis, já estiveram inseridas no gênero Eudaemonia (Eudaemonia semiramis) e também são dotadas de longas caudas.

## Espécies
De acordo com o Global Biodiversity Information Facility/BOLD Systems.
- Eudaemonia argus (Fabricius, 1781)
- Eudaemonia argiphontes Kirby, 1877
- Eudaemonia troglophylla Hampson, 1919

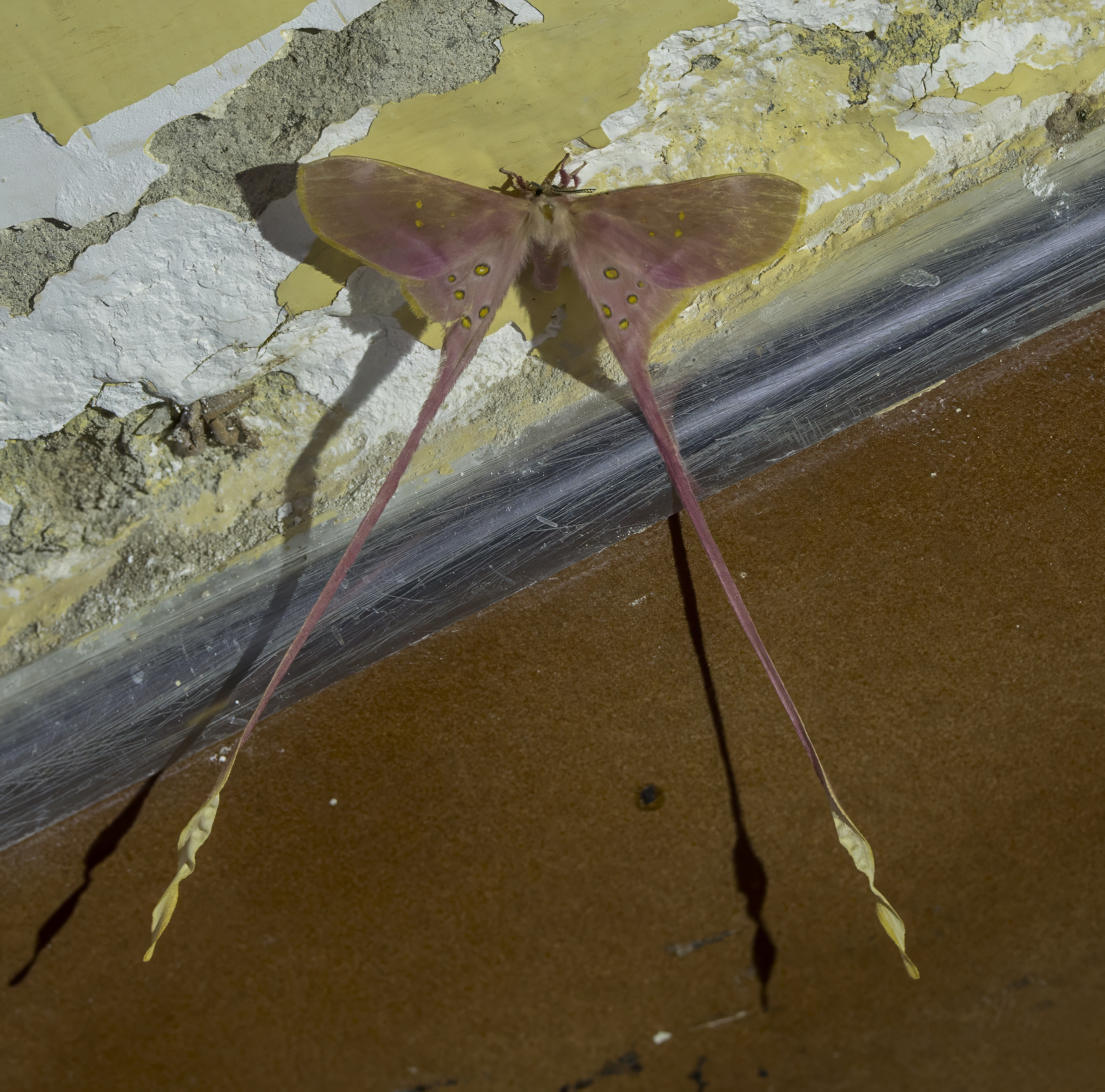
Eudaemonia argus, a espécie-tipo do gênero Eudaemonia; em Axânti, Gana.

## Copiopteryx; exEudaemonia(sinonímia)
- Phalaena semiramis Cramer, 1775; Eudaemonia semiramis (Cramer, 1775); Copiopteryx semiramis (Cramer, 1775)[7]
- Eudaemonia derceto Maassen, 1872; Copiopteryx derceto (Maassen, 1872)[8]
- Eudaemonia jehovah Strecker, 1874; Copiopteryx jehovah (Strecker, 1874)[7]

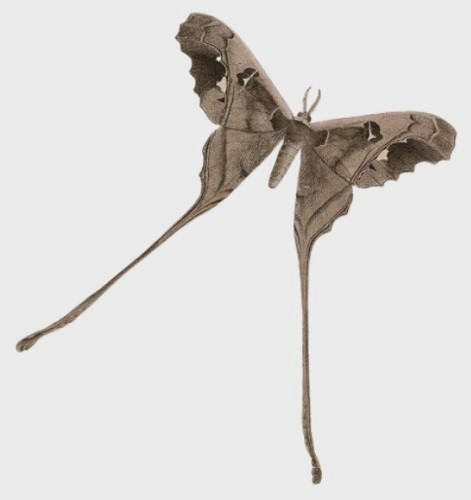
Ilustração de Copiopteryx jehovah, espécie sul-americana originalmente classificada no gênero Eudaemonia.